# Offenporiger Aluminiumguss
Offenporiger Aluminium-Kokillenguss gehört, im Unterschied zu den aufgeschäumten Metallen (Metallschaum), zu den schmelzmetallurgischen Gießverfahren mit verlorenen Platzhaltern. Die morphologischen, mechanischen, thermischen, dekorativen und anderen Eigenschaften des offenporigen Aluminiumgusses unterscheiden sich in vielen Aspekten von bekannten aufgeschäumten Metallschmelzen oder Sintermetallen und eröffnen neue Anwendungsmöglichkeiten.

## Herstellung

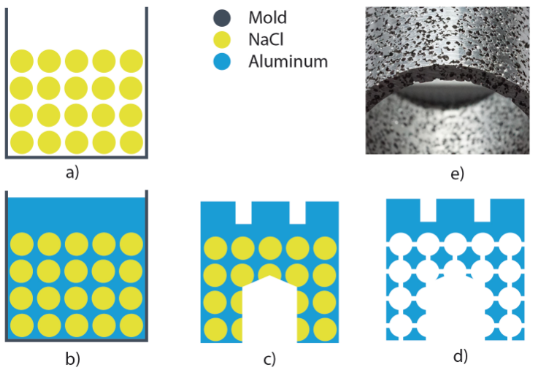
Herstellung: a) NaCl-Salzgranulat, b) Metallschmelze, c) Zerspanung, d) Entfernung von NaCl, e) fertiges Bauteil

Der Herstellprozess besteht aus folgenden Arbeitsschritten:
- Befüllung der Kokille bis zu einem definierten Volumen mit NaCl-Salzgranulat
- weiteres Auffüllen der Form mit Aluminiumschmelze
- konventionelle, mechanische Bearbeitung des Formteils
- Ausspülen des Salzes aus den Poren

Das Ergebnis ist ein fertiges Formteil mit offener Porenstruktur.
Die funktionalen Eigenschaften des offenporigen Aluminium-Gussteils lassen sich durch eine Vielzahl von Parametern vorbestimmen:
- die Größe des Salzkorns: von wenigen Mikrometern bis zu einigen Zentimetern;
- die Form des Salzkorns: Brocken aus Naturstein, rund geschliffenes Salz, Formsalz u. a.;
- die beliebigen Salzkornmischungen;
- die Füllhöhe der Kokille mit Salz-Teilfüllung sorgt für ein teil-poröses Bauteil;
- Verwendung von anwendungsspezifischen Kokillenformen;
- Verwendung von Einlegeteilen aus Metallen, Keramik, Glas u. a.;
- Variabilität bei einigen Parametern eines Gießprozesses;
- konventionelle Zerspanung und Oberflächenbehandlung des porösen Bauteils.

## Eigenschaften
Im Gegensatz zu den undefiniert aufgeschäumten Leichtmetallen, lässt sich die Struktur des offenporigen Aluminium Kokillengusses nach Gesetzen der Bodenmechanik bestimmen (Verteilung des Salzgranulates in der Kokille). Das erlaubt eine plausible Computersimulation bei der Produktentwicklung. Die Herstellung im Kokillengussverfahren bietet mehrere Vorteile:
- Herstellung komplexer und genauer Bauteile mit optionaler Möglichkeit Einlegeteile einzugießen;
- erhöhte Dichte der Legierung, eine feinkörnige Struktur des Gussteiles und hohe Werte der mechanischen Eigenschaften;
- Klein- und Großserienproduktion.

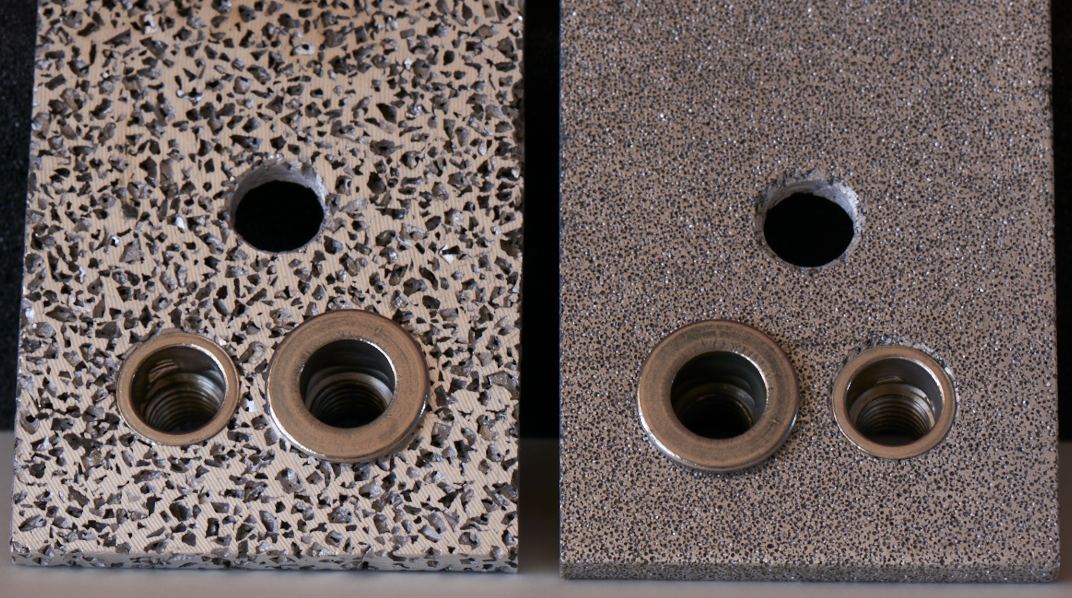
Die Werkstoffeigenschaften des offenporigen Aluminiumgusses erlauben Einsatz von verschiedenen Befestigungselementen, z. B. Nietmuttern.

Ein weiterer Vorteil von offenporigem Aluminiumguss liegt in seiner Flexibilität in Bezug auf mögliche Fügeverfahren:
- Zusammensetzen (Einsetzen, Einhängen, Ineinanderschieben);
- Füllen von Hohlräumen mit Werkstoffen (Kunststoff-Spritzgießen);
- An- und Einpressen (Schrauben, Nageln, Presspassung);
- Umformen (Bördeln, Biegen, Nieten);
- Urformen (Gießen);
- Löten;
- Kleben;
- Hybridfügen (Kombination von mehreren Fügeverfahren).

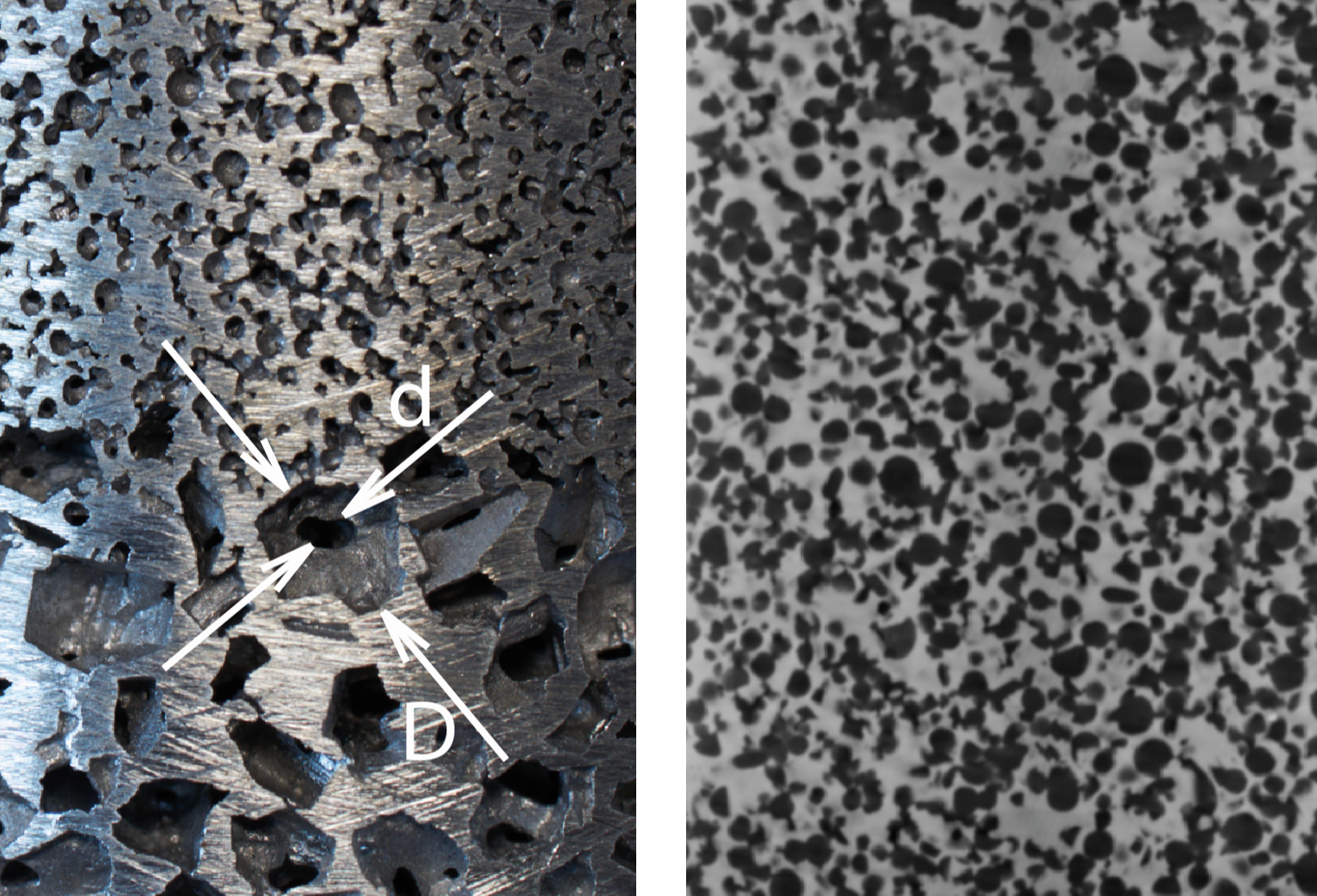
Materialbeispiel mit gezielt gemischten Porengrößen. Große Poren (D) werden durch die NaCl-Platzhalter definiert. Kleine Verbindungsporen (d) entstehen im Gießprozess. Das rechte Bild zeigt einen 2D-Schnitt durch eine CT-Aufnahme im kleinporigen Bereich des Bauteils.

Aktuelle Serienprozesse erlauben Herstellung von sehr unterschiedlichen Eigenschaftenprofilen.
| NaCl-Salzkorngröße, μm                                                 | 100–200                                 | 140–315                                 | 200–400                                 | 315–630                                 | 630–1.000                               | 1.000–1.600                             | 1.600–3.000                             |
| ---------------------------------------------------------------------- | --------------------------------------- | --------------------------------------- | --------------------------------------- | --------------------------------------- | --------------------------------------- | --------------------------------------- | --------------------------------------- |
| Material                                                               | Aluminium und Aluminium-Gusslegierungen | Aluminium und Aluminium-Gusslegierungen | Aluminium und Aluminium-Gusslegierungen | Aluminium und Aluminium-Gusslegierungen | Aluminium und Aluminium-Gusslegierungen | Aluminium und Aluminium-Gusslegierungen | Aluminium und Aluminium-Gusslegierungen |
| Dichte, g/cm3                                                          | 1,35 - 1,22                             | 1,35 - 1,22                             | 1,35 - 1,22                             | 1,35 - 1,22                             | 1,35 - 1,22                             | 1,35 - 1,22                             | 1,35 - 1,22                             |
| Wärmeleitfähigkeit, W/mK                                               | 30 – 50                                 | 30 – 50                                 | 30 – 50                                 | 30 – 50                                 | 30 – 50                                 | 30 – 50                                 | 30 – 50                                 |
| Durchschnittliche Porengröße „D“ (abhängig vom NaCl Platzhalter), mm   | 0,15                                    | 0,23                                    | 0,3                                     | 0,47                                    | 0,66                                    | 1,12                                    | 2,3                                     |
| Filterfeinheit „d“, μm (abhängig vom NaCl Platzhalter und Gussprozess) | 5                                       | 10 – 15                                 | 25 – 35                                 | 40 – 60                                 | 80 – 100                                | 120 – 150                               | 200 – 250                               |
| Spezifische Oberflächengröße, m2/m3                                    | 18.300                                  | 12.500                                  | 9.700                                   | 6.300                                   | 4.600                                   | 2.800                                   | 1.400                                   |
| Max. Druckfestigkeit, MPa                                              | 118                                     | 105                                     | 59                                      | 58                                      | 49                                      | 37                                      | 32                                      |
| Max. Zugfestigkeit, MPa                                                | 33                                      | 29                                      | 16                                      | 16,5                                    | 14                                      | 12                                      | 8                                       |

## Anwendung

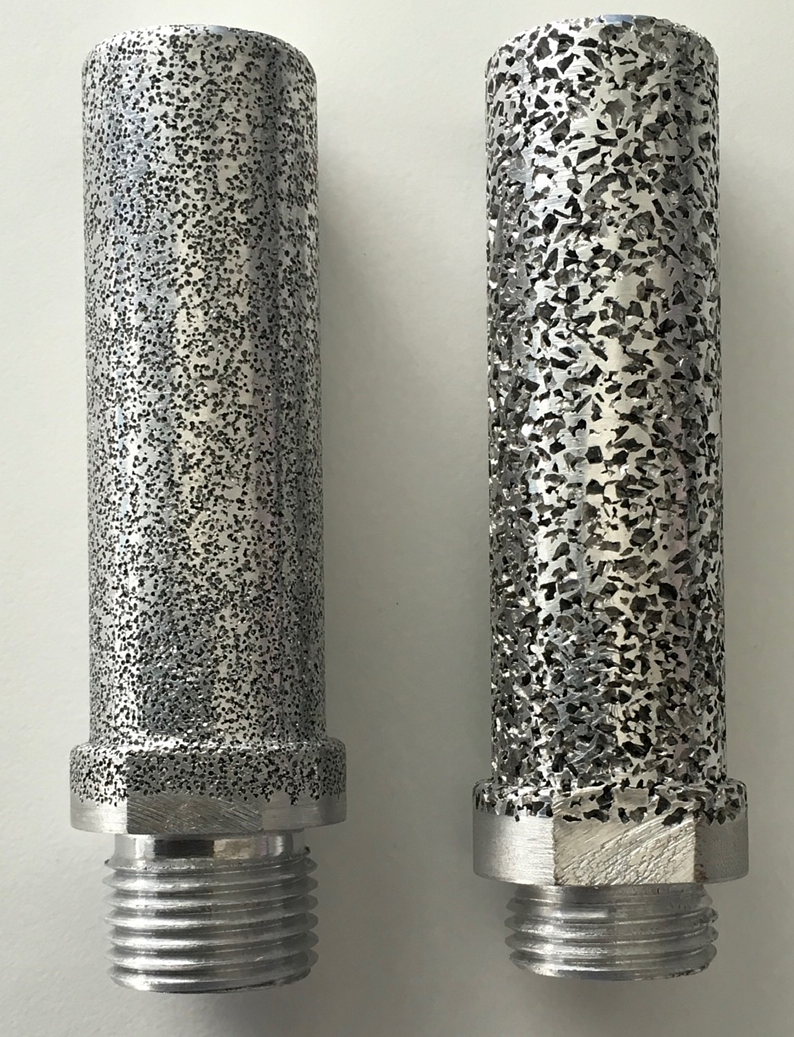
Filter und Schalldämpfer aus offenporigem Aluminiumguss haben anwendungsspezifische werkstoffschlüssige Verbindung zwischen porösen und massiven Bereichen.

Die Hauptanwendungsgebiete von offenporigem Aluminiumguss sind derzeit Schalldämpfer, Sensorschutzgehäuse sowie Filter für Fluide und Gase, mit denen Aluminium nicht reagiert. Viele weitere Anwendungen, wie z. B. Vakuumtische, Werkzeuge für das Thermoformen oder dekorative Produkte für den Innen- und Außenbereich, werden nach und nach erschlossen.

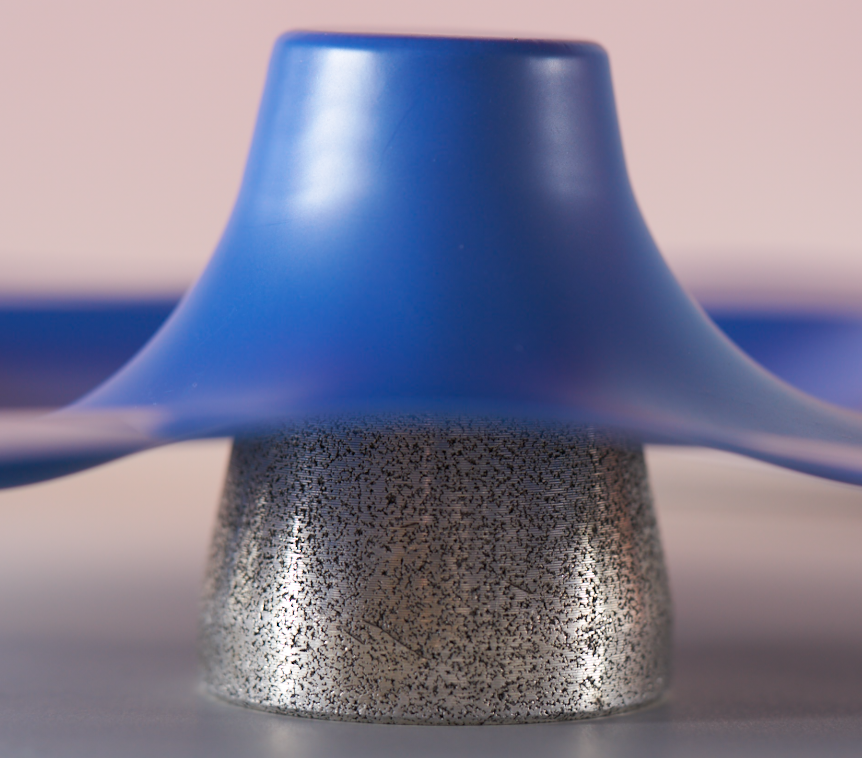
Ein Werkzeug-Formteil aus offenporigem Aluminiumguss und die damit thermogeformte Kunststofffolie

Aluminium ist der am meisten verwendete Werkstoff für die Werkzeuge beim Thermoformen oder bei der Verarbeitung von Schaumstoffpartikeln (EPS, EPP, EPE) zu Schaumstoffformteilen. Falsch gesetzte oder fehlende Entlüftungsbohrungen in solchen Werkzeugen führen u. a. zur Bildung von Lufteinschlüssen und Beulen im fertigen Bauteil. Formteile aus offenporigem Aluminiumguss benötigen keine Entlüftungsbohrungen. Zusätzlich sind sie 50 % leichter und effizienter in Bezug auf Kühlung, Heizung und Luftdurchlässigkeit als Formteile aus massivem Aluminium mit Entlüftungsbohrungen.
Neuartige Anwendungsmöglichkeiten eröffnet offenporiger Aluminiumguss durch seine besonderen Eigenschaften:
- einstellbare, reproduzierbare mechanische Eigenschaften;
- Herstellung beliebiger Konstruktionen durch CNC-Präzise Formgebung;
- neue Möglichkeiten für die Funktionsintegration, wie z. B. Gewinde;
- plausible FEM-Simulation;
- bessere Wärmeleitung als bei geschäumten Metallen durch größeren Materialanteil in der Struktur;
- definierbare Kraftübertragung bei Einsatz in den Werkstoffhybriden.

Dies gilt sowohl für den offenporigen Aluminiumguss als eigenständige Materialklasse, wie auch als werkstoffhybride Funktionsstrukturen. Bereits in der Standardausführung bietet das neue Material ein hohes Potential für neue Anwendungen auf den Gebieten:
- funktionsintegrierter Leichtbau;
- multifunktionale Werkstoffhybride;
- hochintegrierte Crashelemente;
- integrierte Wärmeübertrager;
- Energie- und Wärmespeicher;
- Homogenisierung und Verteilung von Luft, Kraftstoff u. a.;
- Energie- und Vibrationsabsorption;
- optimal temperierte Werkzeuge für das Thermoformen und den Kunststoffspritzguss.